# Jimmy Burns
Jimmy Burns (Dublin, 27 febbraio 1943) è un chitarrista e cantante statunitense.

## Biografia
Nacque nel 1943 a Dublin, nel Mississippi, e quando aveva dodici anni si spostò con la famiglia a Chicago. Il trasferirsi dalle zone del delta per arrivare a Chicago era una caratteristica comune a molti bluesmen, in un percorso nel quale, risalendo il Mississippi, si giungeva fino a Chicago per raggiungere l'espressione più alta e completa.
Inizialmente iniziò a cantare in un gruppo gospel, i Gay Lite, poi, a sedici anni, passò nei Medallionaires, coi quali fece le prime registrazioni discografiche.
Negli anni '60 incise diversi singoli in stile soul, e verso la fine di quel decennio formò la band Jimmy Burns and the Gas Company. Nelle due decadi successive diradò gli impegni musicali e si limitò a suonare nei club, rimanendo sempre nell'area dei dintorni di Chicago.
A metà degli anni '90 riprese l'attività musicale a tempo pieno, mantenendo di lì in poi una intensa attività dal vivo.
Suo fratello maggiore, Eddie Burns, è un rinomato bluesman di Detroit.